# Lindo momento frente al caos
Lindo momento frente al caos es el sexto álbum de la banda chilena Fiskales Ad-Hok.

## Canciones
1. Mi Cadáver
2. Domingo en la feria
3. Microtráfico
4. Ángel
5. Tu Vida
6. El Proceso
7. Lindo Momento
8. Killterrier
9. Autoestimulación
10. Responder
11. Mi Condena
12. De cuello negro
13. Listo para ir
14. La Mano
15. Policía Secreta
16. Esa Vida
17. Perro Muerto
18. Los Niños
19. En mi cocina

## Miembros
- Álvaro España - voz
- Juan Pablo "Mecha de Clavo" Arrendondo - guitarra
- Álvaro "Guardabosques" Rozas - guitarra
- Roly Urzua - bajo
- Rodrigo "Memo" Barahona - batería

- Datos: Q6552584